# یواس‌اس پلت (ای‌او-۲۴)
یواس‌اس پلت (ای‌او-۲۴) (به انگلیسی: USS Platte (AO-24)) یک کشتی بود که طول آن ۵۵۳ فوت (۱۶۹ متر) بود. این کشتی در سال ۱۹۳۹ ساخته شد.